# ملتیوس انطاکیه
ملتیوس انطاکیه ( انگلیسی: Meletius of Antioch؛  درگذشته ۳۸۱ میلادی) پاتریارک ارمنی‌تبار اهل امپراتوری بیزانس که بین سال‌های ۳۶۰ تا ۳۸۱ میلادی اسقف‌اعظم انطاکیه بود.

## زندگی‌نامه
وی در ملطیه به دنیا آمد. وی در ۳۸۱ میلادی در کنستانتینوپل درگذشت.